# Beselicher Kopf
Der Beselicher Kopf ist eine 296 m ü. NHN hohe Erhebung am nordöstlichen Rand des Limburger Beckens im Zentrum der Gemeinde Beselich und ebenso im hessischen Landkreis Limburg-Weilburg in Hessen.
Der Name rührt von dem dort um das Jahr 1170 gegründeten Prämonstratenserinnenkloster Beselich. Zwischen 1170 und 1230 wurde die dreischiffige Basilika des Klosters errichtet, die heute in restaurierter Form als denkmalgeschützte Ruine erhalten ist. Die Gebäude des heute noch landwirtschaftlich genutzten ehemaligen Klosterhofs (Beselicher Hof) sind noch erhalten. In der Nähe der Klosterruine wurde von 1764 bis 1767 die katholische Wallfahrtskapelle „Maria Hilf“ erbaut. Seit jeher wird im Volksmund sowohl der Beselicher Kopf als auch die Wallfahrtskapelle Beselich vereinfacht „Beselich“ genannt.

## Geografie
Der Beselicher Kopf hat eine Kuppenform mit einem Plateau und ist mit 296 m die höchste Erhebung in der Gemeinde Beselich am Rande des Limburger Beckens. Er befindet sich etwa acht Kilometer nordöstlich von der Kreisstadt Limburg an der Lahn, zwischen den Orten Obertiefenbach, Niedertiefenbach und Schupbach. An der höchsten Stelle verläuft die Gemarkungsgrenze zwischen Nieder- und Obertiefenbach. Der Beselicher Kopf ist landschaftlich reizvoll gelegen in zentraler Lage dieser Gemeinde, dem sie bei ihrer am 30. Dezember 1970 erfolgten Gründung durch den Zusammenschluss von vier ehemals selbstständigen Gemeinden ihren Namen verdankt.
Die Erhebung ist über die Zufahrten von der Landesstraße L 3322 zwischen den Beselicher Ortsteilen Obertiefenbach und Schupbach sowie der Kreisstraße K460 zwischen Niedertiefenbach und Schupbach erreichbar. Zudem ist der Beselicher Kopf zu Fuß von Obertiefenbach über den Betweg vorbei an den sieben Kapellchen oder von Niedertiefenbach über den Beselicher Pfad zu erwandern.

### Geologie

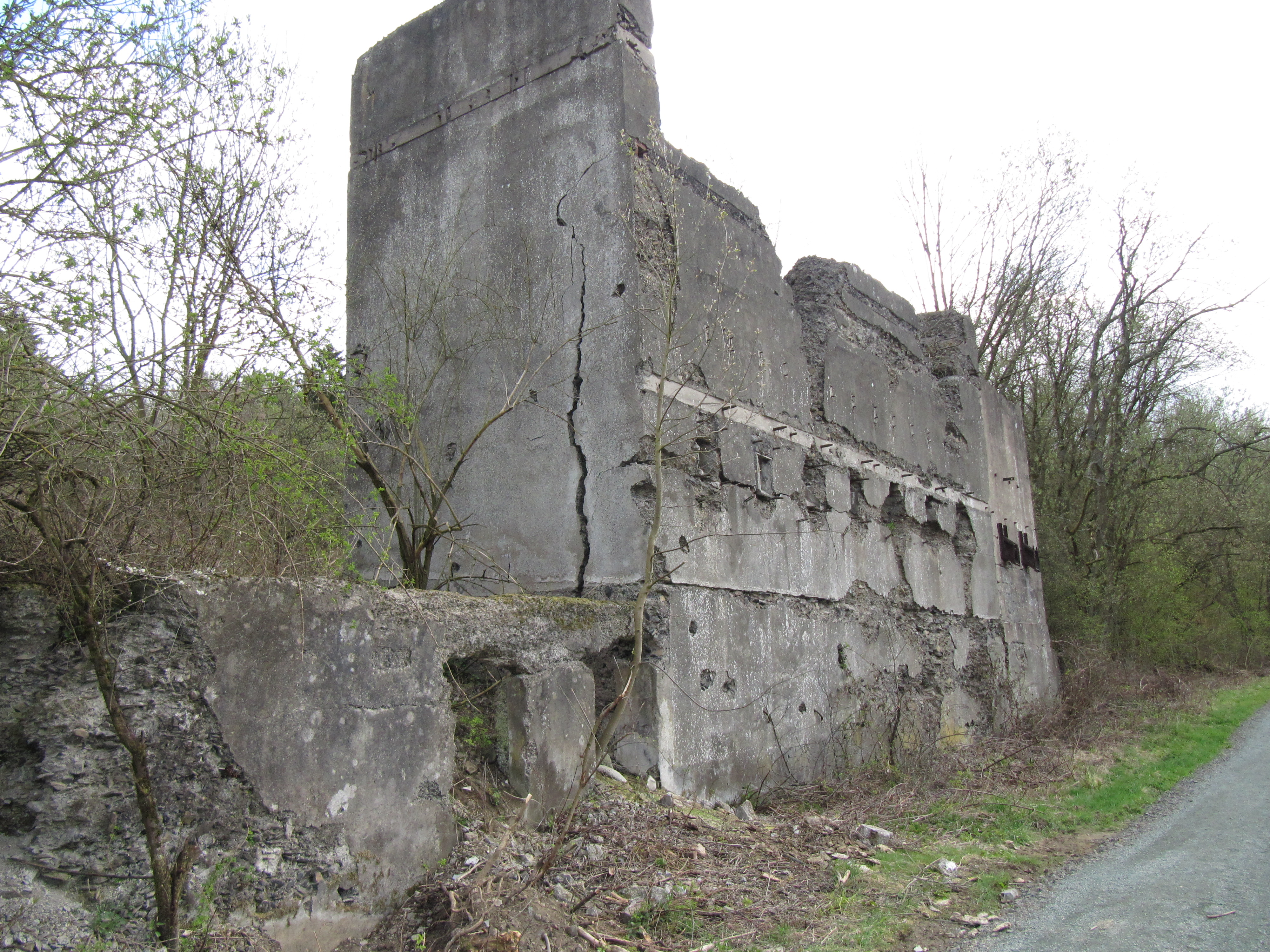
Die Ruine der Klopfsteinmühle am Beselicher Kopf

Der Beselicher Kopf besteht überwiegend aus Olivinbasalt vulkanischen Ursprungs. Seine Hänge sind abgesehen des östlichen grasbewachsenen Gebiets zusammenhängend durch Mischwald bedeckt.
Beginnend im 19. Jahrhundert bis zum Beginn des Zweiten Weltkriegs wurde im Wald an diesem Beselicher Berg in großem Umfang in Steinbrüchen Basalt abgebaut und vorwiegend zu Pflastersteinen verarbeitet. Aus dieser Zeit zeugt die am Beselicher Kopf errichtete „Klopfsteinmühle“, die nach ihrer Stilllegung im Jahr 1912 zur Ruine verfallen ist.

### Höhe
Der Beselicher Kopf erreicht eine Höhe von bis zu 296 Meter und überragt die umliegenden Ortschaften mit guter Sicht ins Merenberger und Weilburger Land sowie ins Limburger Becken.

## Geschichte

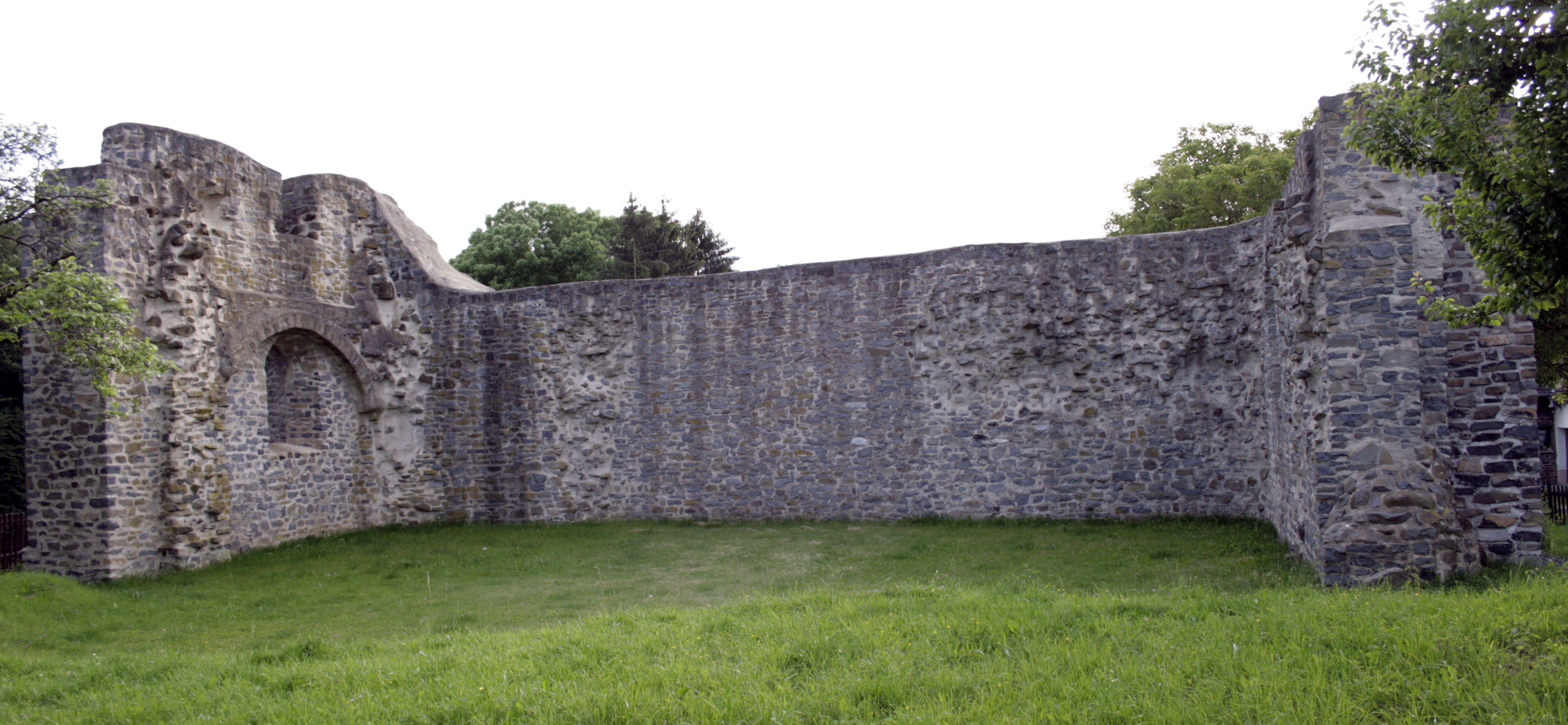
Klosterruine Beselich

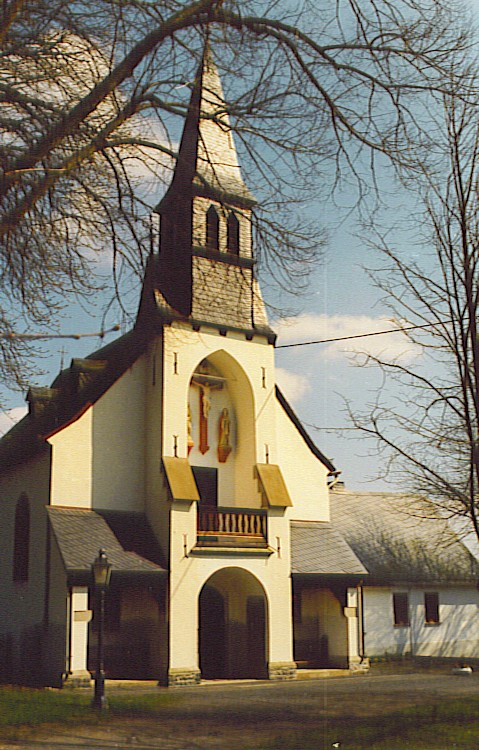
Kath. Wallfahrtskapelle „Maria Hilf“ zu Beselich

Die Geschichte ist seit Jahrhunderten geprägt durch das Kloster Beselich und die Wallfahrtskapelle „Maria Hilf“ Beselich.
Auf dem Beselicher Kopf fand der Historische Beselicher Markt erstmals im Jahr 1985 zur Erinnerung an den Jahrmarkt statt, der im Spätmittelalter stets am 15. Juli, dem Zwölfherrentag, vor dem Prämonstratenserinnenkloster abgehalten wurde. Dieser alle zwei Jahre durchgeführte Markt wurde unter Federführung des Heimat- und Verschönerungsvereins Niedertiefenbach letztmals im Juli 2013 durchgeführt.
Die letzten großen Jubiläumsfeiern zur 850-jährigen Klostergründung im Juni 2013 sowie zum 250-jährigen Bestehen der Wallfahrtskapelle im September 2017 fanden an historischer Stelle auf dem Plateau des Beselicher Kopfs statt.

### Klopfsteinmühle
Die Klopfsteinmühle (Basalt-Steinbrecher) wurde im Jahr 1912 zur Verarbeitung von in umliegenden Steinbrüchen abgebauten Basalt im Wald am Beselicher Kopf mit Gleisanschluss an die Kerkerbachbahn errichtet. Bereits im Jahr 1921 wurde der Betrieb wieder eingestellt. Die Ruine ist noch gut sichtbar erhalten. Direkt an dieser Steinbrecheranlage befindet sich der Grillplatz, der vom Verschönerungsverein Obertiefenbach betrieben wird.